# 480 km di Montreal
La 480 km di Montreal è stata una corsa automobilistica di velocità in circuito, valida per il Campionato mondiale sportprototipi nel 1990.

## Albo d'oro
Risultati relativi al solo Campionato mondiale sportprototipi.
| Anno | Nome               | Piloti                           | Vettura  | Resoconto |
| ---- | ------------------ | -------------------------------- | -------- | --------- |
| 1990 | 480 km di Montreal | Jean-Louis Schlesser Mauro Baldi | Mercedes | Resoconto |